# Українська авіація в македонському конфлікті

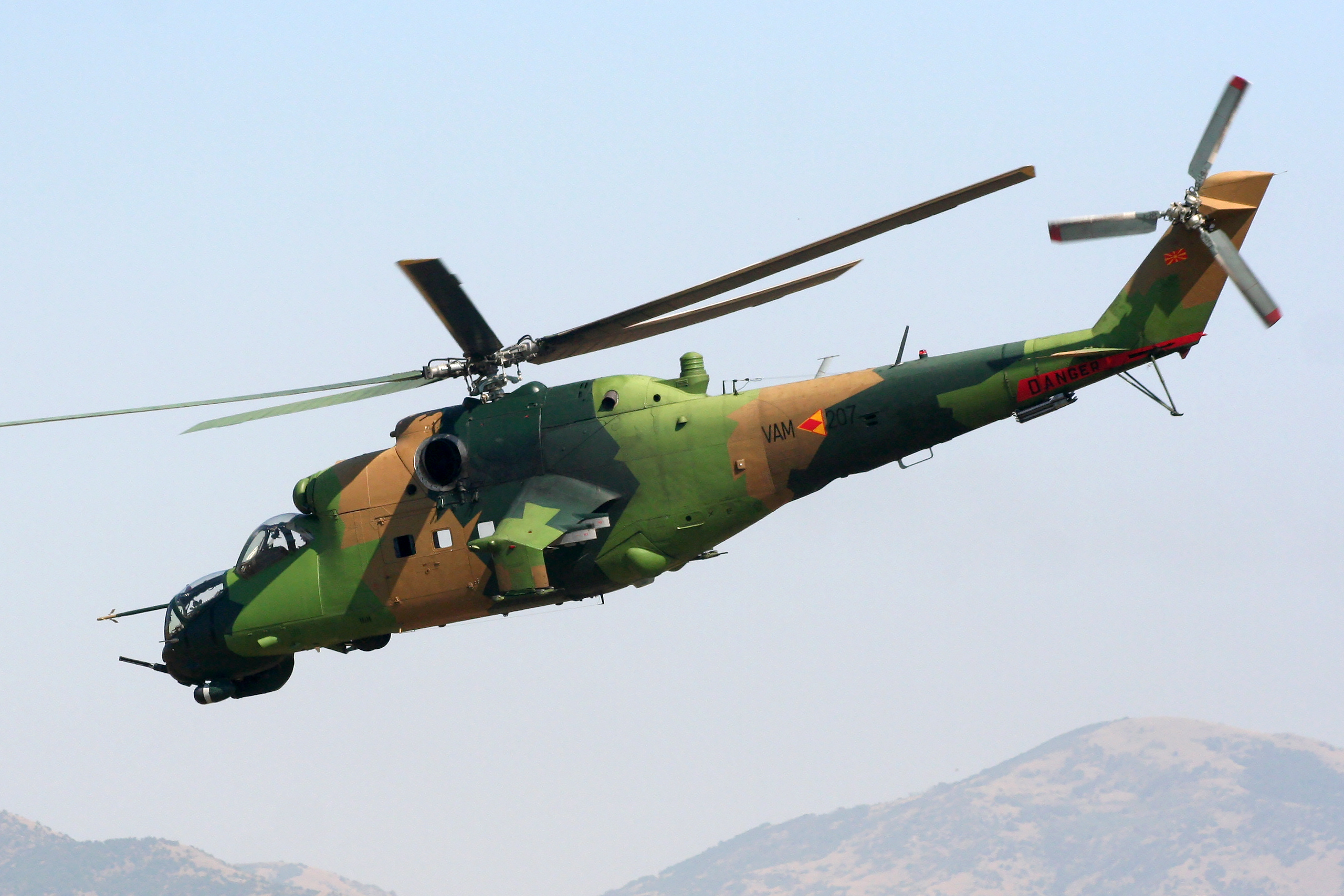
Мі-24В (борт VAM-207).

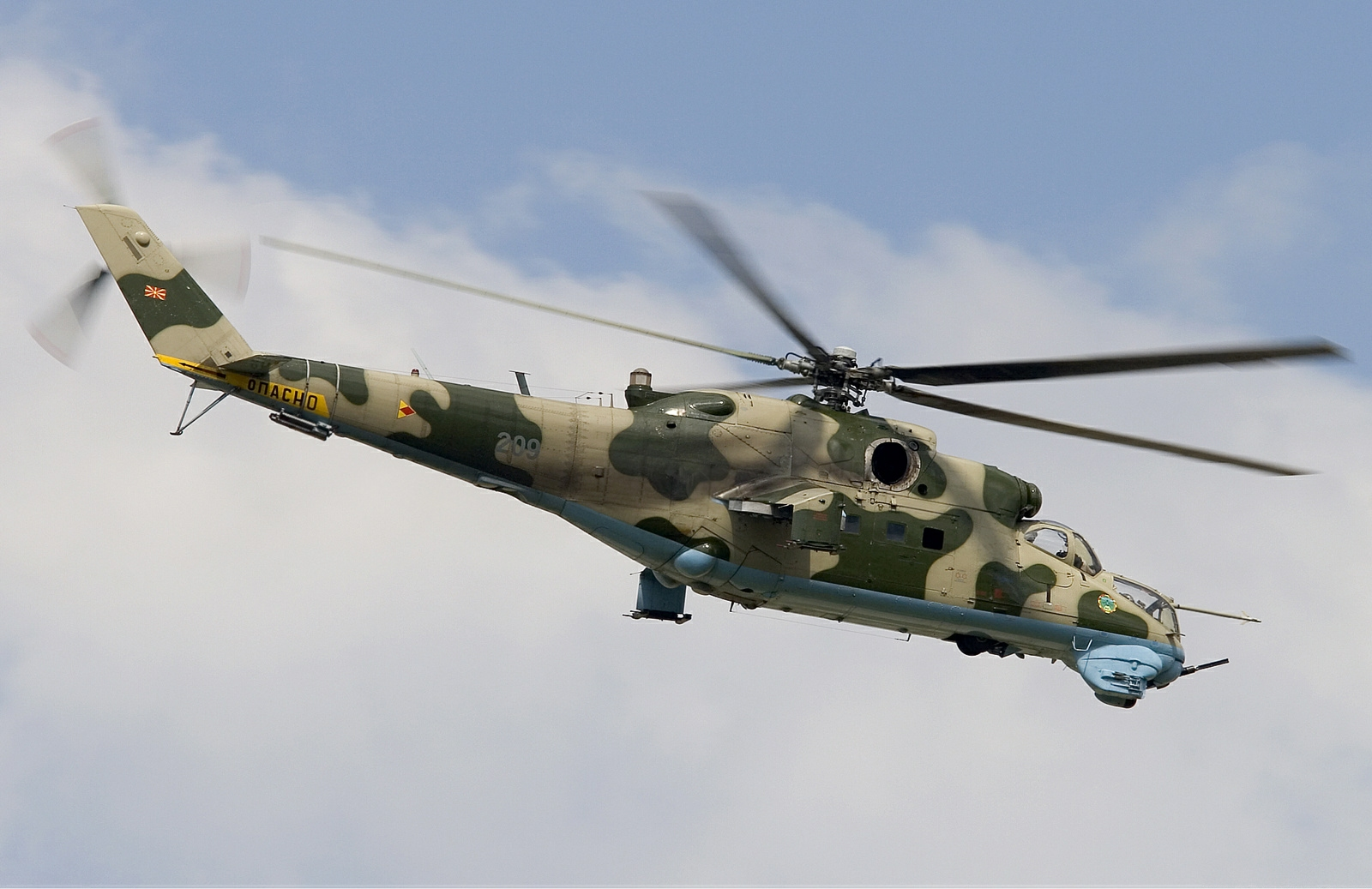
Мі-24В (борт VAM-209).

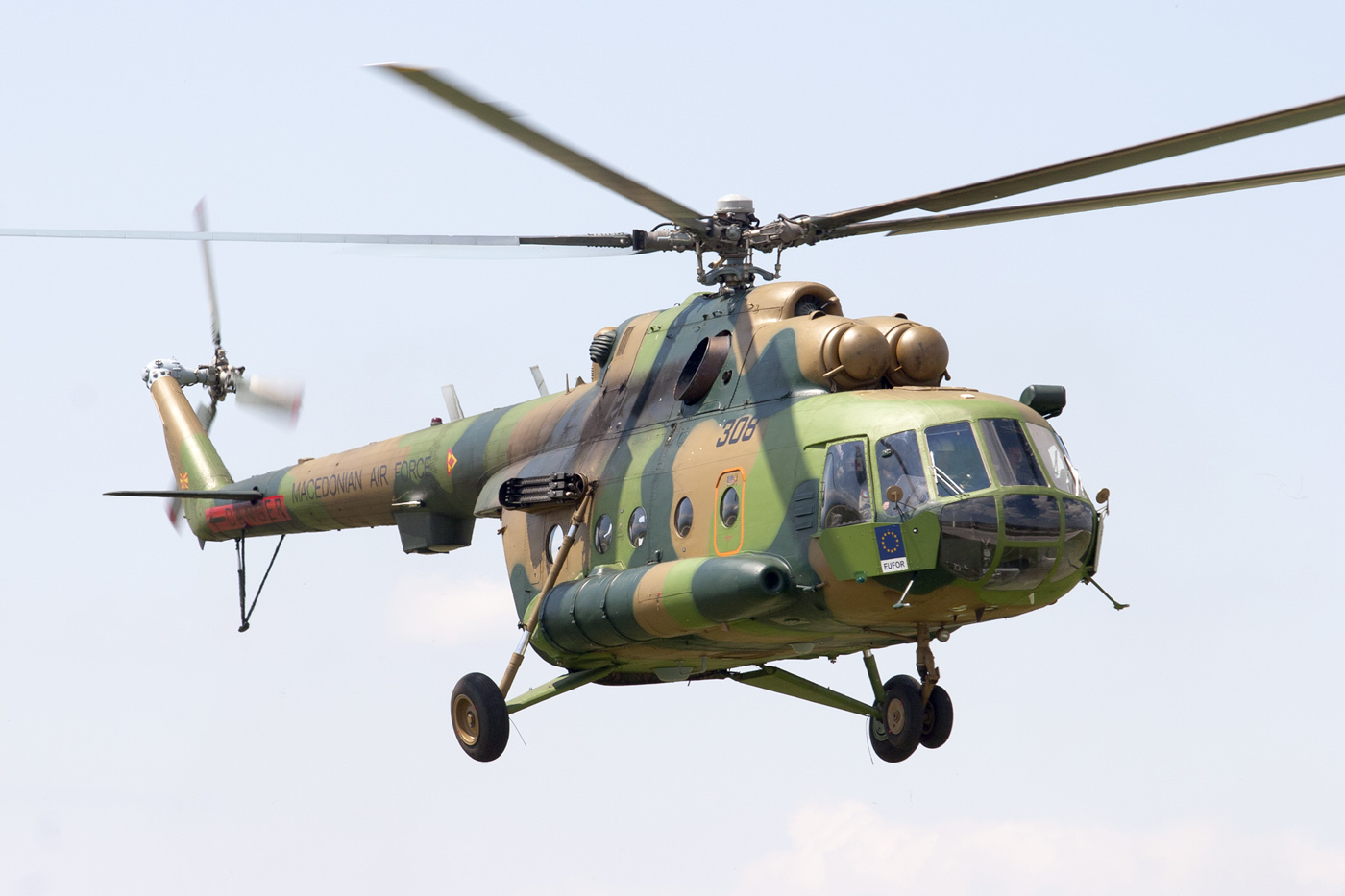
Мі-8МТ (борт VAM-308).

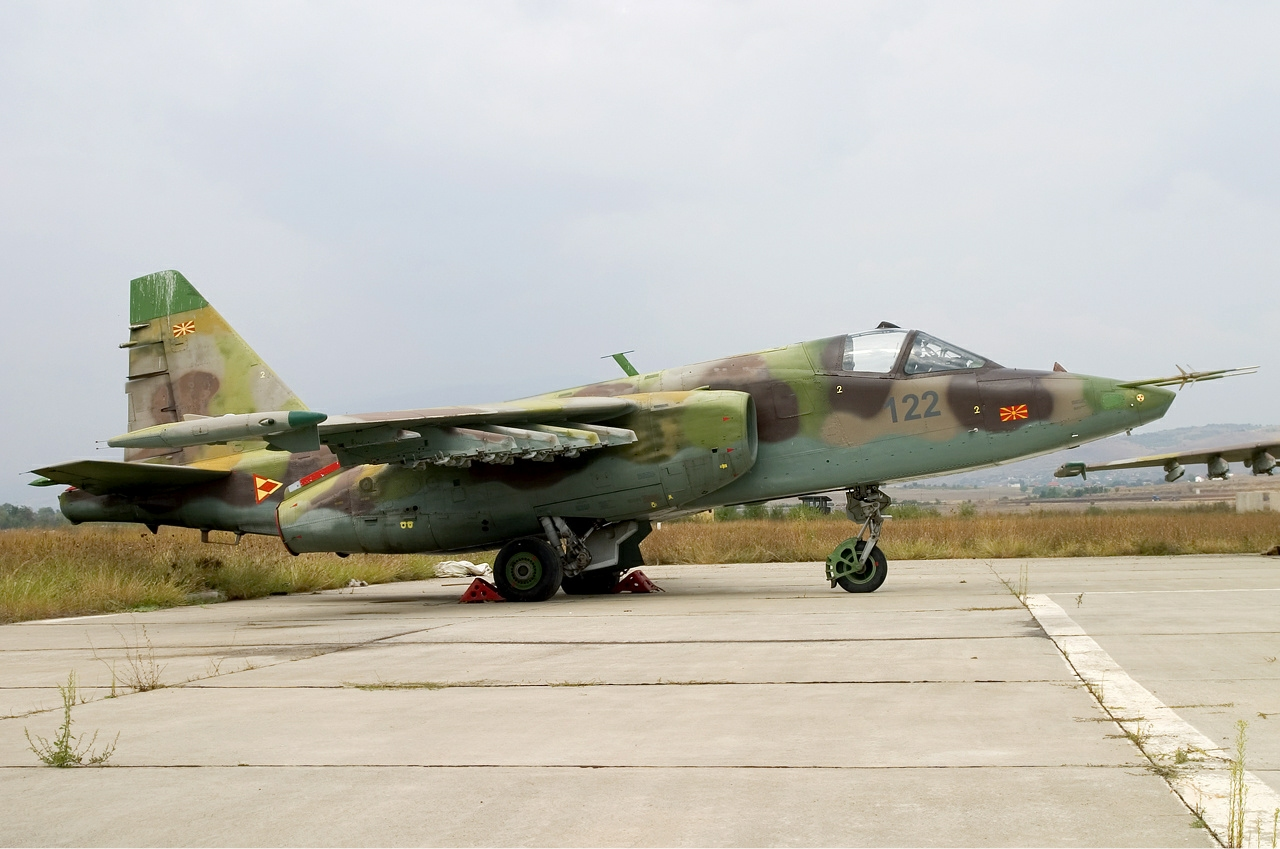
Су-25 (борт VAM-122).

У період військового конфлікту 2001 року між владою Македонії і албанськими повстанцями Україна поставляла бойові вертольоти (Мі-8 і Мі-24) та літаки (Су-25) урядовій армії. Крім того, надходили повідомлення про безпосередню участь українських пілотів. Військова підтримка Києва викликала невдоволення країн Заходу.

## Історія
З початком бойових дій союзники македонського уряду в особі країн НАТО обмежилися лише військовими радниками. Однак урядовим силам потрібна була зброя. Військову техніку надали Греція, Болгарія, Україна. Своєю чергою Югославія поставляла стрілецьку зброю і боєприпаси.
У березні 2001 року в Македонію почало надходити українське озброєння. Вся техніка передавалася згідно з двостороннім договором про військово-технічне співробітництво за пільговими цінами. Поставки озброєнь викликали невдоволення в США і НАТО. 25 липня в Києві пройшла зустріч Президента України Леоніда Кучми з радницею президента США з нацбезпеки Кондолізою Райс. Американська сторона вимагала припинити військову підтримку Македонії. Однак Кучма відмовився підкорятися. Вже через два тижні Україна відправила до Македонії болгарські 30 танків і 20 БТР, модернізовані на своїх заводах. У той самий час західна преса писала, що урядовими вертольотами та літаками керують українські пілоти.
Самі албанські бойовики поставилися до посилення авіації противника серйозно і запаслися ПЗРК американського і радянського виробництва.

## Авіапарк
Таблиця поставок української авіації в період конфлікту. Сюди не включені поставки 1994 року (чотири вертольоти Мі-17 з номерами VAM-301/Z3-HC, VA-302/Z3-HD, VAM-303/Z3-HE, VAN-304/Z3-HF, увійшли в 301. TRHE) та 28 грудня 2001 року (два Мі-24К з номерами VAM-211 та VAM-212).
| Дата поставки | Бортовий номер                     | Кількість | Ескадрилья |        |        |        |
| Мі-8МТ        | Мі-8МТ                             | Мі-8МТ    | Мі-8МТ     | Мі-8МТ | Мі-8МТ | Мі-8МТ |
| ------------- | ---------------------------------- | --------- | ---------- | ------ | ------ | ------ |
| 20.03         | VAM-305, VAM-306, VAM-307, VAM-308 | 4         | 301. TRHE  |        |        |        |
| Мі-24В        |                                    |           |            |        |        |        |
| 23.03         | VAM-201, VAM-202                   | 2         | 201. POHE  |        |        |        |
| 15.04         | VAM-203, VAM-204                   | 2         | 201. POHE  |        |        |        |
| 15.06         | VAM-205, VAM-206, VAM-207, VAM-208 | 4         | 201. POHE  |        |        |        |
| 04.09         | VAM-209, VAM-210                   | 2         | 201. POHE  |        |        |        |
| Су-25         |                                    |           |            |        |        |        |
| 20.06         | VAM-121, VAM-122, VAM-123          | 3         | 101. AE    |        |        |        |
| Су-25УБ       |                                    |           |            |        |        |        |
| 20.06         | VAM-120                            | 1         | 101. AE    |        |        |        |

Влітку 2022 року стало відомо про повернення українській стороні чотирьох штурмовиків Су-25, які не літали з 2004 року. У березні 2023 року глава Міноборони Македонії Слав'янка Петровська заявила, що країна передасть Україні 12 вертольотів, поставлених 2001 року, оскільки машини «майже виробили ресурс».

## Пілоти
Перші повідомлення про участь українців у конфлікті з'явилися ввечері 23 березня. Американський канал CNN заявив, що «удар по албанських повстанцях завдали російські вертольоти з українськими екіпажами на борту». 
Офіційний Київ рішуче відкинув такі твердження, хоча самі вертолітники в приватних бесідах підтверджували, що зробили «пару-трійку бойових вильотів» за «розумну плату» (серед таких — Ігор Шандригін). Побічно факт участі українців підтверджує і те, що довоєнний наліт македонських льотчиків становив всього близько 20 годин на рік. Крім того, українські інструктори залишалися в Македонії ще протягом двох місяців. Більшість із них мали досвід війни в Афганістані.
Іноземці не тільки виконували бойові операції, а й готували македонських льотчиків.

## Бойові вильоти
Вперше українська авіація, зокрема Мі-8 і Мі-24, була використана поблизу Тетово (23 березня) і поблизу гори Шар Планіна (25 березня). З раннього ранку 22 червня по позиціях бойовиків навколо Арачинова почали працювати Мі-24. Тут участь українських вертолітників відіграла одну з найважливіших ролей. 23 червня над полем бою вперше з'явилися Су-25. Вранці 10 серпня чотири Су-25, вісім Мі-24 і чотири Мі-8МТ підтримали сухопутні частини при відбитті ворожого наступу на село Радуша та армійський блокпост на захід від Скоп'є. Інтенсивні атаки з повітря тривали до 14:00 наступного дня, причому вперше було відзначено застосування бомб ФАБ-250. За офіційними даними Міністерства оборони Македонії, втрати бойовиків від дій авіації становили не менш ніж 400 осіб убитими та пораненими.
За спогадами українських льотчиків, практично в кожному вильоті по штурмовиках і вертольотах вівся сильний вогонь із землі, причому це була не тільки стрілецька зброя калібру 7.62-мм, але й великокаліберні кулемети (12.7-мм) і зенітки калібрів 20, 23 і 30-мм. Практично кожен вертоліт мав бойові пошкодження. На деяких українські ж механіки налічували по кілька десятків пробоїн. По штурмовиках було здійснено кілька пусків ПЗРК, але літакам вдалося ухилитися.